# Friesen (Reichenbach)
Friesen ist ein Ortsteil der Großen Kreisstadt Reichenbach im Vogtland im Vogtlandkreis (Freistaat Sachsen). Er wurde am 1. März 1994 eingemeindet.

## Geographie

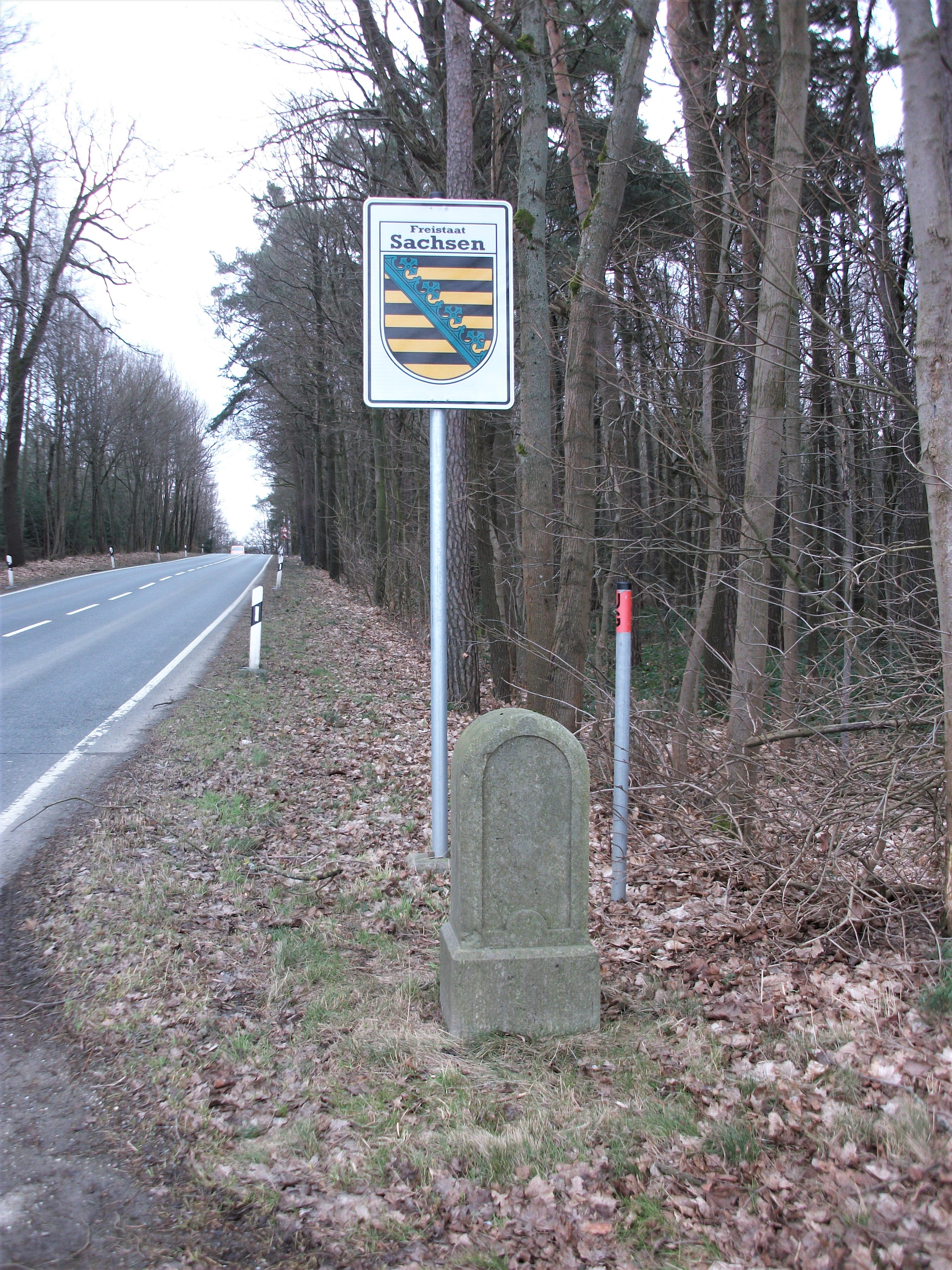
Sächsisch-Thüringische Landesgrenze bei Friesen

### Lage
Friesen liegt nordwestlich des Stadtkerns von Reichenbach im Vogtland. Der Ort befindet sich im Osten des Naturraumes Vogtland im sächsischen Teil des historischen Vogtlands. Durch den Ort fließt der Friesenbach, ein Nebenfluss der Göltzsch. Im Norden grenzt Friesen an den thüringischen Teil des Vogtlands.

### Nachbarorte

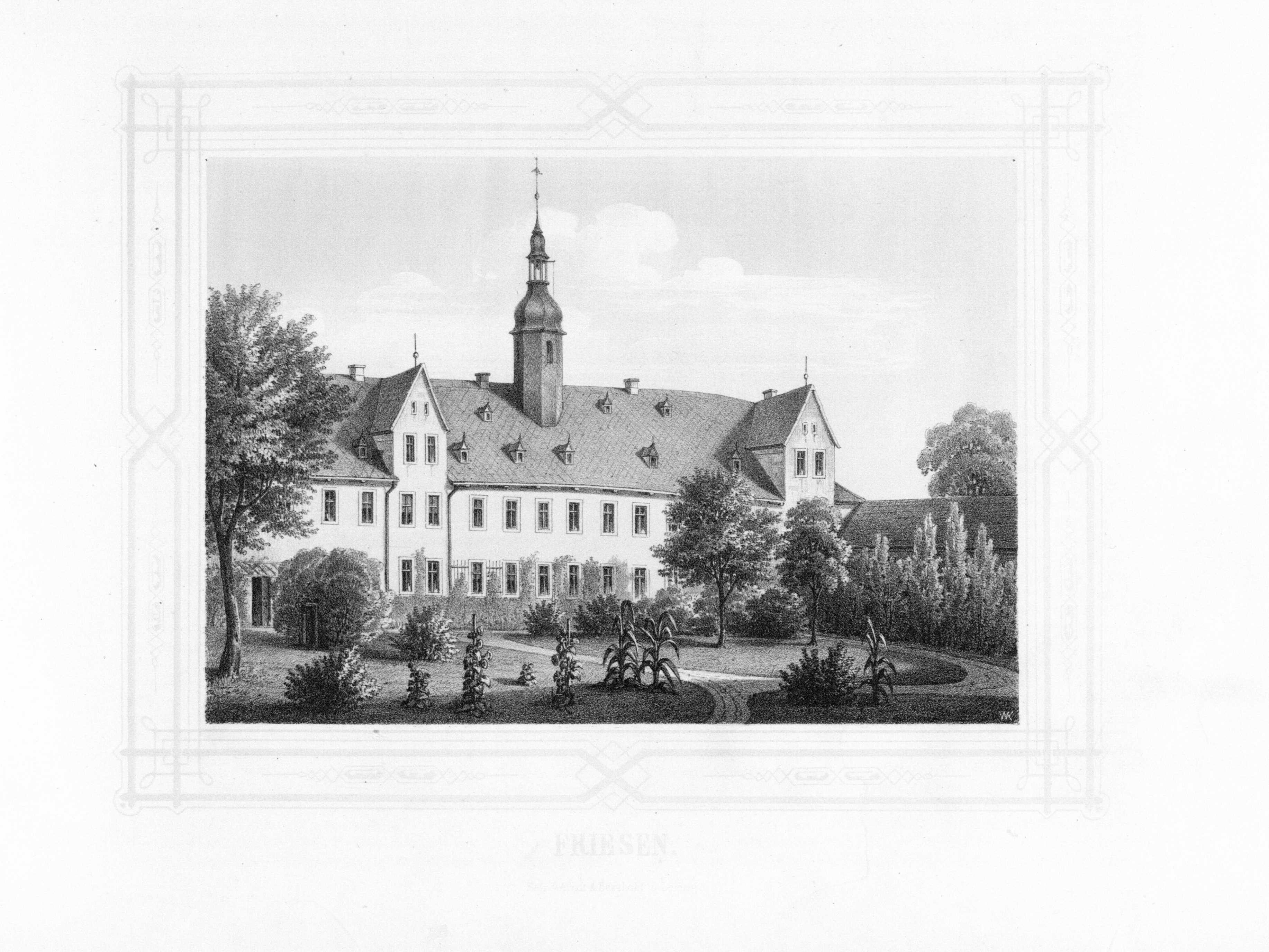
Ehemaliges Schloss Friesen (abgerissen nach 1945)

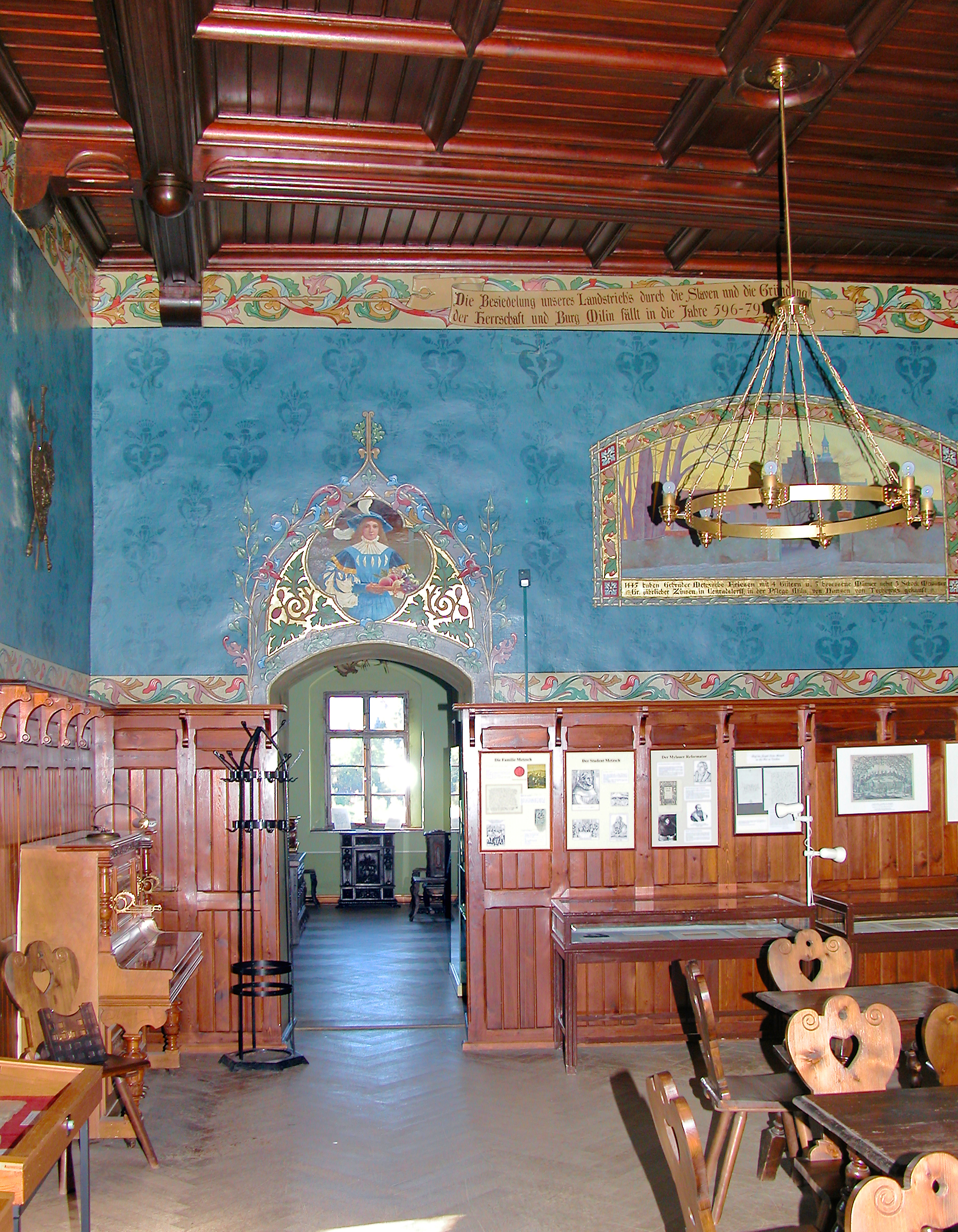
Wandgemälde des Schlosses Friesen (hinter dem Kronleuchter) im „Metzsch-Zimmer“ der Burg Mylau. Ab 1892.

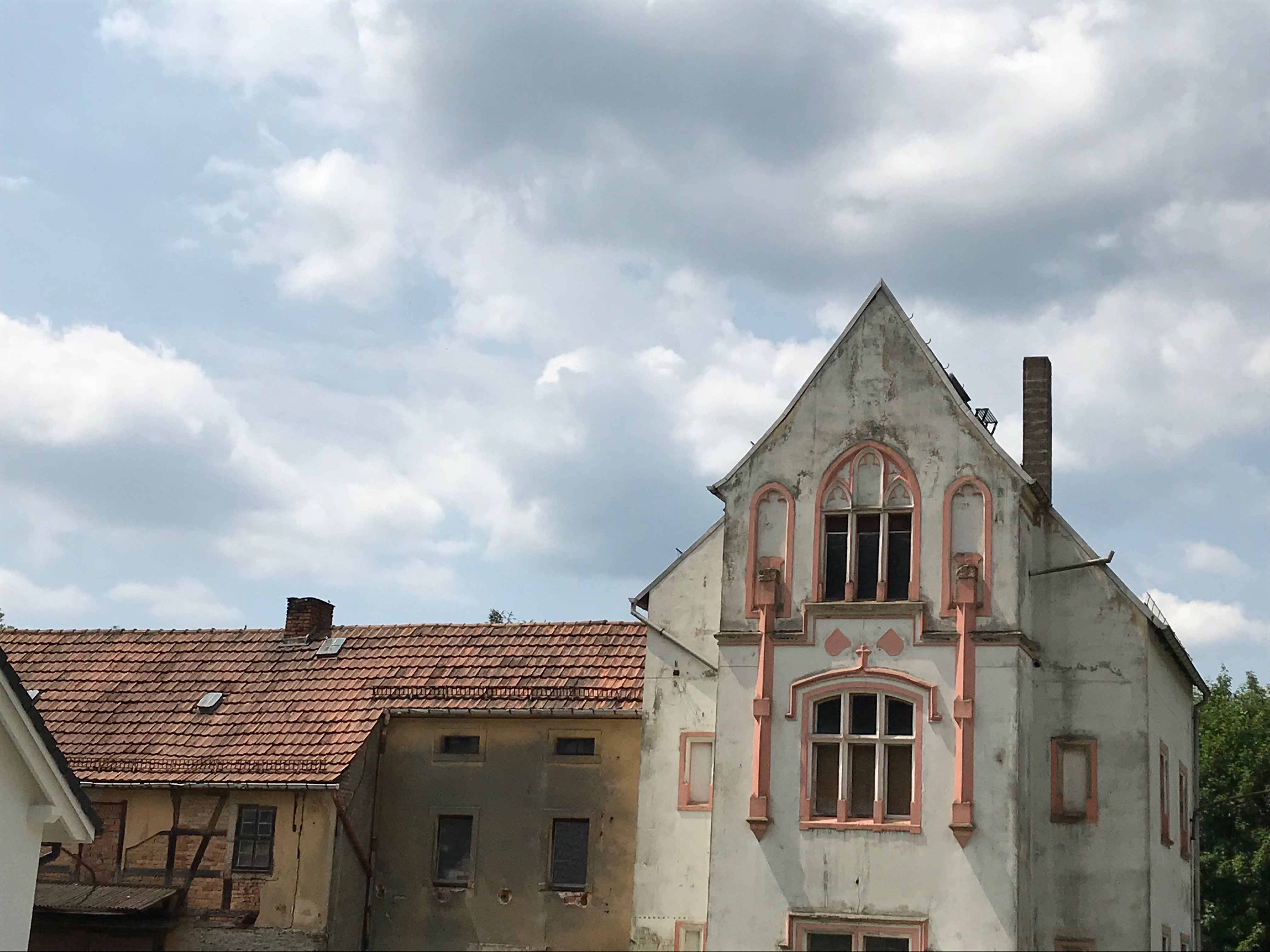
Wirtschaftsgebäude und Verwalterhaus (2. Hälfte 19. Jh.) des Rittergutes beim Schlossareal

| Schönfeld   | Kahmer                                      |          |
| Waltersdorf | Kompassrose, die auf Nachbargemeinden zeigt | Cunsdorf |
| Obermylau   | Reichenbach                                 |          |

## Geschichte
Friesen entstand vermutlich als slawische Rundsiedlung im Mittelalter. Um 1426 wurde ein „Bernhart von Frisan“ urkundlich erwähnt. Der Ortsname leitet sich vom slawischen Wort „brezina“ ab, was „Birkenwald“ bedeutet. Das Rittergut Friesen wurde vermutlich um 1200 etwa 200 Meter nördlich der Siedlung errichtet. Im Jahr 1433, welches als urkundliches Ersterwähnungsdatum von Friesen gilt, wurde das Vorwerk Friesen an Reinhard von Schönfels verpfändet. Drei Jahre später ging es an Conrad Metzsch, dem Besitzer der Herrschaft Mylau. Dessen Familie besaß das Gut rund 500 Jahre, bis sie im Jahr 1945 enteignet wurde. Bei der Teilung der Herrschaft Mylau wurde das Rittergut in Friesen im Jahr 1571 Sitz der Teilherrschaft, zu der auch Reichenbach gehörte. Die adligen Herren saßen seitdem in Friesen, die Patrimonialgerichtsbarkeit war hingegen im Stadt- und Gerichtshaus am Reichenbacher Johannisplatz untergebracht.

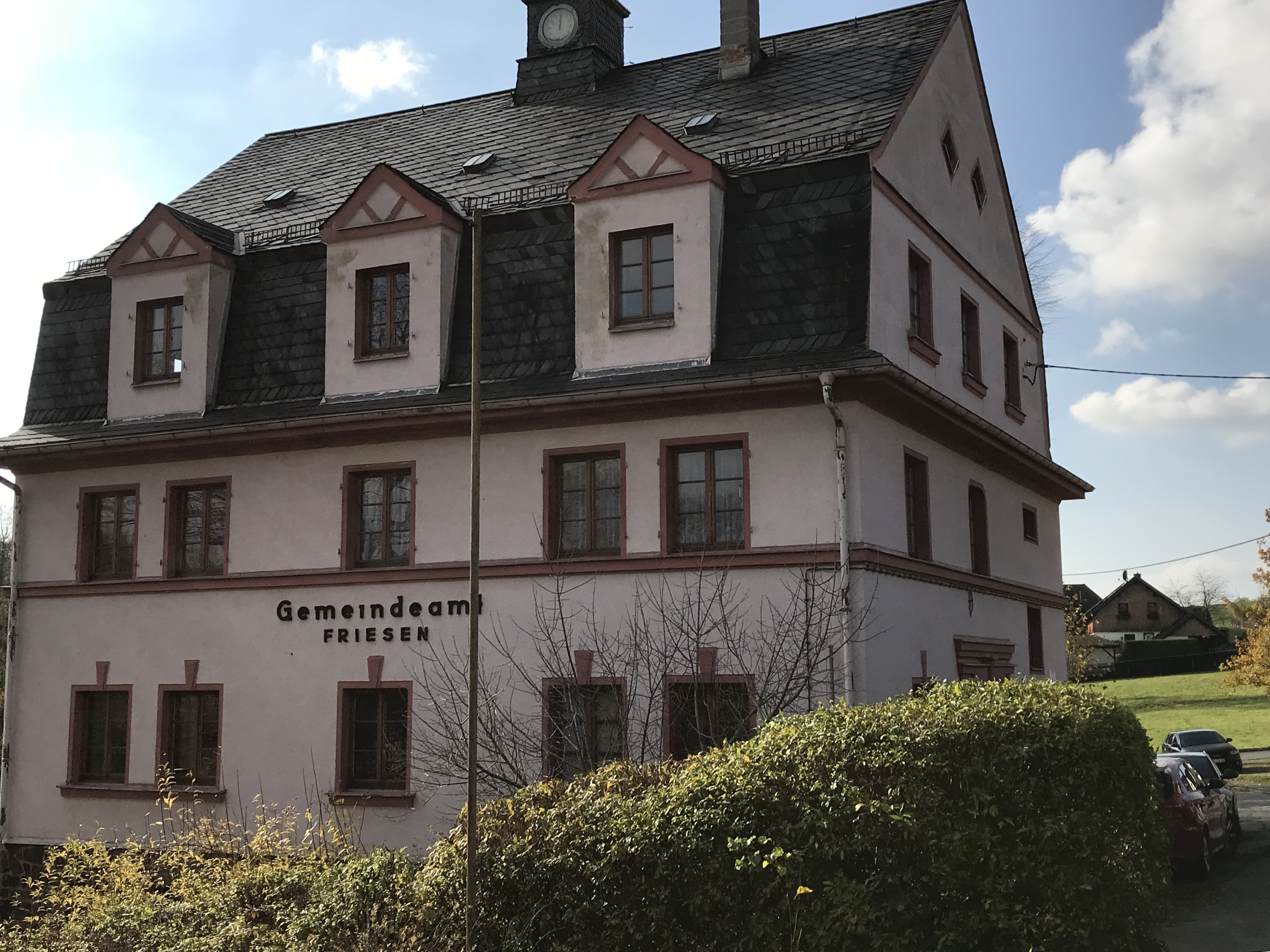
Früheres Gemeindeamt Friesen

Die Grundherrschaft über das Dorf mit sieben Gütern lag ab 1577 beim Rittergut Reichenbach. Im 18. Jahrhundert gehörten drei Viertel der 200 Hektar großen Ortsflur zum Rittergut. Friesen kam im 16. Jahrhundert mit der Herrschaft Mylau an das kursächsische bzw. spätere königlich-sächsische Amt Plauen, dem der Ort bis 1856 unterstand. 1856 wurde Friesen dem Gerichtsamt Reichenbach und 1875 der Amtshauptmannschaft Plauen angegliedert.
Aufgrund der Nähe zur Stadt Reichenbach wuchs die Einwohnerzahl im Zuge der Industrialisierung in der zweiten Hälfte des 19. Jahrhunderts von 114 Personen im Jahr 1834 auf 559 Einwohner im Jahr 1910. Nach dem Zweiten Weltkrieg wurde das Rittergut teilweise abgerissen und die dazugehörigen Fluren im Zuge der Bodenreform im Jahr 1945 auf sieben Neubauernstellen aufgeteilt. Eine Abbildung des ehemaligen Schlosses Friesen aus der Zeit kurz vor 1900 befindet sich als Wandgemälde im „Metzsch-Zimmer“ des Burgmuseums Mylau. In die Ausstellungen der Burg Mylau gelangten Möbel, Gemälde und Porzellan aus dem Schloss Friesen. Die kunsthistorisch wertvollen Gegenstände waren durch Erbschaft (vor 1945) an die Familie von Metzsch auf Schloss Friesen gelangt. Darunter auch eine Sammlung von mehreren Dutzend barocken Vedouten (kleine Gemälde) von Residenzen und Schlössern in Frankreich, Deutschland, Dänemark und dem Baltikum, welche aus dem Besitz des dänischen Grafen Moltke durch Erbschaft ins Friesener Schloss gelangt waren. 1947 wurden die Einrichtungsgegenstände aus dem Schloss Friesen ins Stadtmuseum Reichenbach verbracht. Als dieses umgewidmet wurde (Caroline Neuber) kamen die Objekte in das Heimat- und Regionalmuseum in Burg Mylau.
Durch die zweite Kreisreform in der DDR kam die Gemeinde Friesen im Jahr 1952 zum Kreis Reichenbach im Bezirk Chemnitz (1953 in Bezirk Karl-Marx-Stadt umbenannt), der ab 1990 als sächsischer Landkreis Reichenbach fortgeführt wurde und 1996 im Vogtlandkreis aufging.
Am 1. März 1994 erfolgte die Eingemeindung von Friesen in die Stadt Reichenbach im Vogtland.

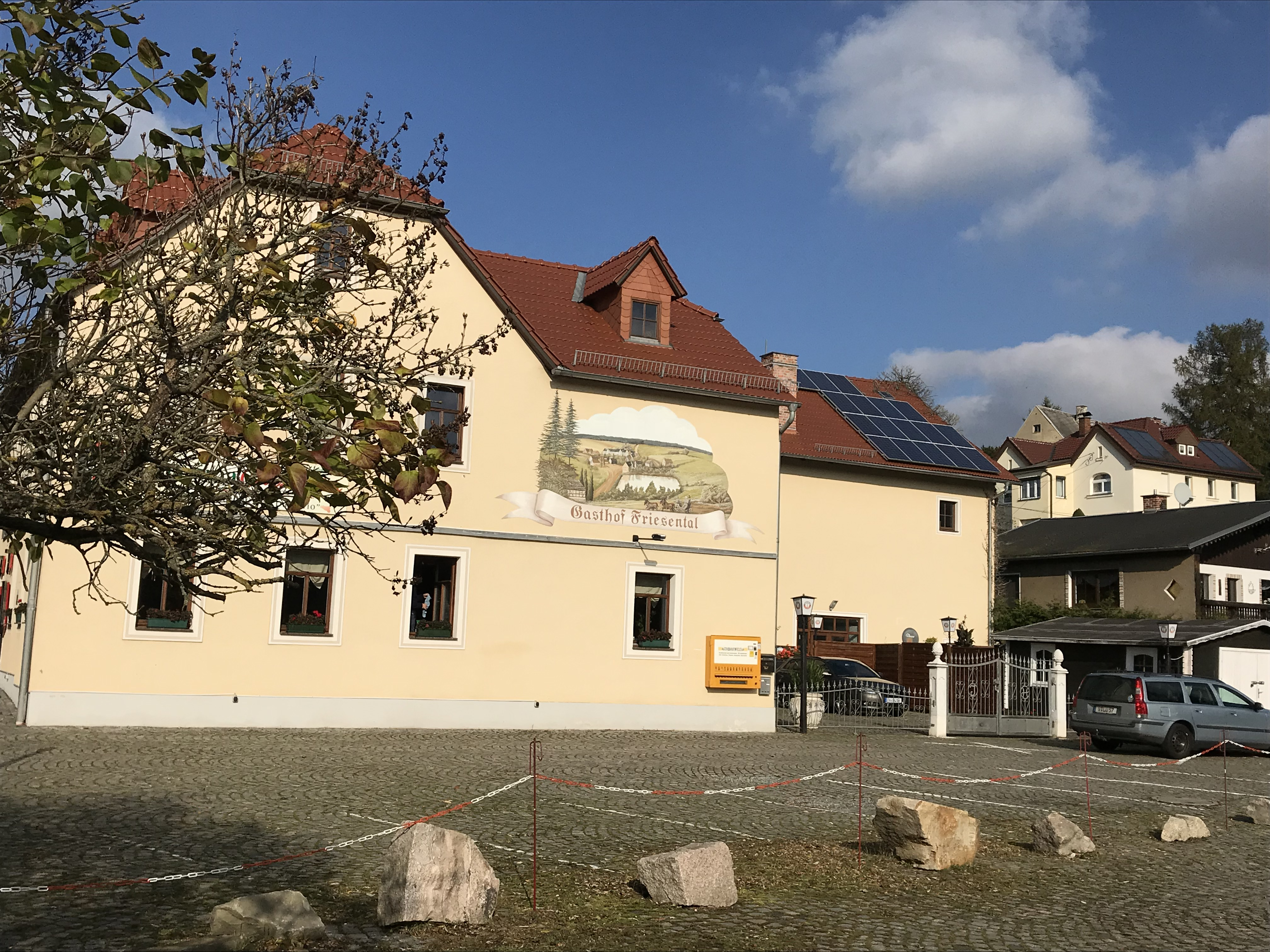
Gasthof Friesental

## Verkehr
Durch Friesen verläuft die Bundesstraße 94.
Der Ort ist mit der PlusBus-Linie 81 des Verkehrsverbunds Vogtland im Stundentakt mit Reichenbach und Greiz verbunden. Am Oberen Bahnhof besteht Anschluss zum Regional-Express nach Chemnitz und Dresden. Diese Linie wird von der PRG Personen- und Reiseverkehr Greiz betrieben.

## Persönlichkeiten
- Georg von Metzsch-Reichenbach (1836–1927), Graf, sächsischer Ministerpräsident, Minister des Königlichen Hauses, Bruder von Gustav
- Gustav von Metzsch-Reichenbach (1835–1900), sächsischer Oberzeremonienmeister, Kammerherr und Mitglied der I. Kammer des Landtags, Bruder von Georg